# Годовска пећина
Годовска пећина је прећина и споменик природе у југозападној Србији. Налази се у атару села Годово, недалеко од Тутина.

## Споменик природе
Скупштина општине Тутин је 1980. године, ставила под заштиту подручје пећине под именом „Прераст на потоку Пискавци, на месту званом „Пећине“ изнад села Годова“. . Пећина има два улаза од којих један има улогу повременог понора који прима воду потока Пискавци, док други улаз има функцију сталног карстног извора. У самом пећинском каналу налазе се два извора. Пећински канал, крашког рељефа, има дужину од 322 m, а заштићено подручје обухвата 5,27 ha. Годовска пећина заштићена је као Споменик природе геоморфолошког карактера – Значајно природно добро.